# 艾哈邁德沙·卡扎爾
艾哈邁德沙·卡扎爾（波斯語：احمد شاه قاجار，1898年1月21日—1930年2月21日）是伊朗卡扎爾王朝沙阿（1909年7月16日－至1925年10月31日在位），也是王朝的最後一位沙阿。

## 統治
艾哈迈德的父親、前任沙阿穆罕默德·阿里嘗試將較早時期對王權的立憲限制反向操作，引起大部分伊朗人的不滿。穆罕默德·阿里沙阿被推翻，艾哈邁德在1909年7月16日登上孔雀寶座。據稱艾哈邁德是最具民主意識的波斯國王，而其他人則認為他是一位軟弱的統治者，對政府事務不感興趣。
废黜了穆罕默德·阿里沙阿後，大議會推舉艾哈邁德登位，大議會是由500名身份背景各異的代表組成，他們有權舉行特別的裁決以懲罰參與內戰的人物，又進行了伊朗從來沒有出現過的改革，他們廢除了階級制度，又在議會裡為少數族群新增5席：亞美尼亞人2席、猶太人、祆教徒及亞述人各得1席。議會又將選舉制度民主化，削弱德黑蘭在選舉裡的主導地位，並將合資格選民年齡由25歲降低至20歲。艾哈邁德在當政之前的生活鮮為人知，他非常倚賴父親，艾哈邁德在父親離開後感到孤立和難堪，他在年幼登位，政權由叔伯阿祖德·穆爾克代理，但是他的奢華生活方式得不到伊朗人民的支持。艾哈邁德作为沙阿在這個混亂的時期接管王朝，選民對於英俄帝國主義及穆罕默德·阿里沙阿的獨裁統治深感不滿。
艾哈邁德沙阿竭力尋找適當的人選出任政府部長，試圖修補父親所造成的傷害，但是他無力應對內部的不穩及外國的干預，特別是英國和沙俄。在第一次世界大戰期間，英俄聯軍在伊朗境內與鄂圖曼帝國作戰。伊朗人民不想看到國家成為戰場，於是作出強烈抗議，因此各地滋長了一些運動反對艾哈邁德沙阿及卡扎尔王朝统治。
議會因此而在1910年11月召開第二屆會議，議會還是未能就此達成任何成果。中央政府權力低落，加上未能對議會施加影響力，致使議會失效，據稱沙阿艾哈邁德与第二屆會議之间产生了裂隙。

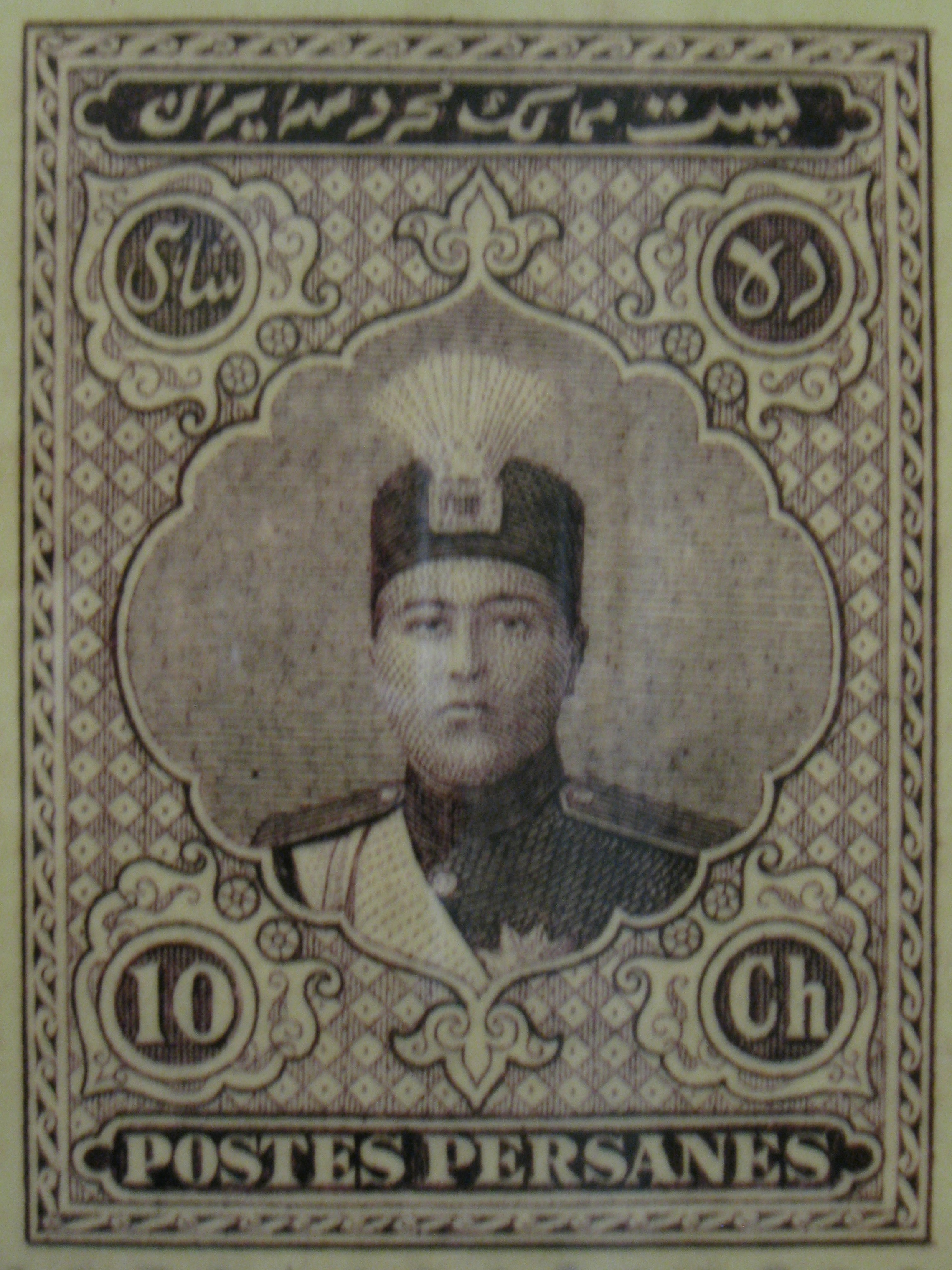
郵票上的艾哈邁德沙阿肖像。

1917年，英國利用伊朗作為橋頭堡干涉俄國革命，新建立的蘇聯仿效前朝隨即吞併波斯北部作為緩衝區，蘇聯又從卡扎爾政府身上獲取羞辱的讓步，艾哈邁德沙阿已對政府內閣失去了控制。中央政府在面對無神論者敵人的時候暴露出來的軟弱激起了傳統伊朗人的怒火，當中包括年輕的魯霍拉·穆薩維·何梅尼，他在後來指責共產主義和君主制賣國，違背伊斯蘭教教義。
到1920年，政府僅能控制首都，艾哈邁德沙阿對局勢發展已失去控制。新成立的政黨與英波協定進一步使國家窒礙難行，溫和主義者與民主主義者經常就少數族群和世俗主義議題發生衝突，兩派之間的爭論還升級成暴力衝突和行刺。
經濟疲弱也使艾哈邁德沙阿及政府承受外國的影響，政府要從大英帝國銀行取貸款。此外，伊朗從英伊石油公司手中所獲得的利潤不多，紅軍、叛軍及軍閥控制著大部分的鄉郊。
1921年2月21日，波斯哥薩克騎兵旅指揮官禮薩汗發動的軍事政變使其成為了卡扎尔政府的实际统治者。禮薩汗在這場不流血的政變裡僅動用了3000人及18支機關槍。禮薩汗通過軍旅擢升至指揮官，更得以控制波斯。他首先收回了英波協定，由於伊朗人民並不歡迎英波協定，此舉展示了禮薩汗的外交手腕。他在1921年簽訂伊蘇協定，協定將以往兩國之間簽訂的條約取消，並賦予波斯全面而平等的裏海航運權。
在被剝奪了所有權力後，沙阿艾哈邁德在1923年離開伊朗，他不再關心國家事務，加上健康轉差，促使了他開始了「歐洲之旅」。他在1925年10月31日被正式罷免，議會宣佈禮薩汗成為沙阿，終結了卡扎爾王朝的統治，而建立巴列維王朝。

## 流亡

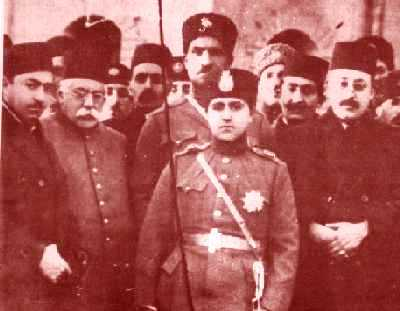
艾哈邁德沙阿（前）与禮薩汗等人。

1923年，沙阿艾哈邁德因健康問題而前往歐洲，議會正式終結卡扎爾王朝的決定令他的歐洲之旅成為流亡之旅。艾哈邁德在流亡期間發表了一份宣言，表達了他對被推翻的不滿：
|  | 正當祖國的未來處於危險的關頭下，我的思緒全都繫於人民身上，因此我向我的人民發表這份宣言：禮薩汗發動的政變違反憲法及背叛了王朝。這是通過武裝部隊策動的政變，違反伊斯蘭教法律，令到我的人民陷於災難和不必要的苦難。我必須要在這裡聲討這次政變，而禮薩汗政府的一切決定和行動將會被視為無效，我依然擁有波斯的合法和憲法主權，我期待著能夠回到我的國家為人民服務。 |

在政變不久後，穆斯塔法·凱末爾·阿塔蒂爾克得到了土耳其的政權，當上總統，他提出幫助艾哈邁德重返王座。他召見波斯大使阿諾什爾萬·薩帕博迪到總統府，並指示波斯大使要代他作出干預，並提出協助：
|  | 為了表達對陛下的善意、友好及熱心以及國家利益，土耳其政府願意邀請陛下到訪土耳其。我們會提供足夠的土耳其軍隊給陛下，協助陛下從西面進入波斯重奪帝位。 |

可能是由於自尊心作祟或無意再當帝王，艾哈邁德婉拒了這個邀請。據稱在此後不久，土耳其政府承認禮薩汗的主權，全力支持波斯新政府。
1930年，艾哈邁德在法國巴黎塞納河畔訥伊逝世。他的兄弟穆罕默德·哈桑·米爾扎保證卡扎爾王朝的血統會透過他傳承下去。

## 勳章

### 波斯
- 佐勒菲卡爾勳章軍團長及大綬章勳位
- 最神聖皇家勳章一等軍團長及騎士
- 獅子和太陽勳章一等軍團長及騎士

### 外國
- 比利時利奧波斯勳章大綬章勳位（1914年）
- 埃及穆罕默德阿里勳章衣領勳位（1919年）
- 法國榮譽軍團勳章大十字勳位（1914年）
- 意大利最神聖報喜勳章最高爵士
- 奧斯曼帝國奧斯曼尼赫勳章一等勳位（1914年）
- 俄國聖安德烈勳章爵士
- 俄國聖亞歷山大涅夫斯基勳章爵士
- 俄國白鷹勳章爵士
- 俄國聖安娜勳章一等爵士
- 西班牙查理三世勳章大十字勳位（1914年）

## 註腳
1. ↑  Wagner & Goldschmidt 2008，第19頁
2. ↑  Venter 2005，第39頁
3. ↑  Marlowe 1962，第36-37頁
4. ↑  Shāhrukh, Shahrokh & Writer 1994，第206頁
5. ↑  Abrahamian 1982，第106頁
6. ↑  Ghani & Ghanī 2001，第45-46頁
7. ↑  Mikaberidze 2011，第103頁
8. ↑  Farman-Farmaian & Munker 1992，第42頁
9. ↑  Hastedt 2004，第243頁
10. ↑  Schulze 2002，第85頁
11. 1 2  . qajarpages.org.   [2011-10-26]. （原始内容存档于2017-09-05） （英语）.

## 外部連結
- （英文）伊朗歷史：卡扎爾王朝 （页面存档备份，存于）
- （英文）印有艾哈邁德沙阿的郵票
- （英文）已知肖像及圖像列表 （页面存档备份，存于）
- （英文）艾哈邁德沙阿人物簡介
- （英文）卡扎爾王朝世系及歷史 （页面存档备份，存于）
- （英文）婚姻及後裔列表 （页面存档备份，存于）

| 艾哈邁德沙·卡扎爾 卡扎爾王朝出生于：1898年1月21日逝世於：1930年2月21日 | 艾哈邁德沙·卡扎爾 卡扎爾王朝出生于：1898年1月21日逝世於：1930年2月21日 | 艾哈邁德沙·卡扎爾 卡扎爾王朝出生于：1898年1月21日逝世於：1930年2月21日 |
| 統治者頭銜                                                             | 統治者頭銜                                                             | 統治者頭銜                                                             |
| ---------------------------------------------------------------------- | ---------------------------------------------------------------------- | ---------------------------------------------------------------------- |
| 前任者： 穆罕默德·阿里沙阿                                             | 波斯沙阿 1909年－1925年                                                | 繼任者： 禮薩汗·巴列維                                                 |
| 前任者： 穆罕默德·阿里沙阿                                             | 卡扎爾王朝首領 1909年－1930年                                          | 繼任者： 費雷敦·米爾扎                                                 |
| 新頭銜                                                                 | 卡扎爾王朝推定繼承人 1925年－1930年                                    | 繼任者： 穆罕默德·哈桑·米爾扎                                          |